# Nataliya Borysenko
Nataliya Borysenko (Kiev, 3 de dezembro de 1975) é uma ex-handebolista profissional ucraniana, medalhista olímpica.
Nataliya Borysenko fez parte do elenco da medalha de bronze inédita da equipe ucraniana, em Atenas 2004.